# División Mayor del Básquetbol de Chile
La División Mayor del Básquetbol de Chile, più conosciuta come DIMAYOR, è stata la lega di pallacanestro professionistica più antica del Cile.
Nel maggio del 2013, la Dimayor è stata ufficialmente dichiarata sospesa per facilitare l'integrazione dei suoi club nella Liga Nacional de Básquetbol de Chile, nuova competizione organizzata dalla Federazione cestistica del Cile

## Storia

### Gli inizi
Il 9 marzo 1979, un gruppo di dirigenti sportivi della zona centrale del Cile, con l’obiettivo di elevare il livello della pallacanestro cilena, si riunì per creare la División Mayor del Básquetbol de Chile (DIMAYOR), come ente incaricato di promuovere una competizione di reale prestigio, capace di attirare l’interesse del pubblico e di sostenere le aspirazioni della dirigenza della Federazione cestistica del Cile.
I club fondatori della DIMAYOR furono:
- FAMAE
- Thomas Bata di Peñaflor
- Unión Española
- Esperanza
- Sportiva Italiana
- Español de Talca
- Naval de Talcahuano
- Universidad de Concepción

Il sistema del torneo prevedeva un girone all’italiana, senza playoff né fasi finali: il club con più punti vinceva il campionato. Con 8 squadre partecipanti, si disputarono due gironi da 7 partite ciascuno (andata e ritorno), per un totale di 14 incontri a squadra. Il grande protagonista di quella prima stagione fu il Thomas Bata di Peñaflor, considerato all’epoca una vera e propria selezione nazionale. Questa squadra, che sarebbe scomparsa nel 1984, fu la prima ad essere proclamata campione della Dimayor.
Il secondo torneo iniziò il 9 maggio 1980 e mantenne la formula a otto squadre, ma con una variazione rispetto alla stagione precedente: il FAMAE di Santiago fu sostituito dalla Universidad de Chile, anch’essa proveniente dalla capitale. Il sistema del campionato restò invariato, ovvero tutti contro tutti. Non fu stabilita con chiarezza una norma sugli stranieri, per cui alcune squadre ne utilizzarono, anche se in numero limitato. In particolare, due giocatori stranieri presero parte a quella stagione del 1980: la Universidad de Concepción schierò in alcune partite Carlos Iglesias, mentre l’Español de Talca fece giocare un americano di nome Kyle Rich. Tutte le altre squadre giocarono esclusivamente con atleti cileni.
I club più forti dell’epoca restavano quelli di Santiago e Valparaíso, e proprio tra due rappresentative di queste città si decise il titolo: Sportiva Italiana di Valparaíso e il campione in carica Thomas Bata. Alla fine fu la Sportiva Italiana di Valparaíso, allenata da José Luis de la Maza, a laurearsi campione della seconda edizione.
Il 1981, terza stagione della DIMAYOR, fu caratterizzato dall’arrivo di una vera e propria "legione straniera" nel torneo, anche se non fu chiaramente stabilito un limite al numero di stranieri per squadra: alcuni club ne impiegarono fino a tre, mentre altri non ne usarono affatto. Destò scalpore l’apparizione di giocatori che sarebbero entrati nella storia del torneo, come Mack Hilton, che formò una coppia indimenticabile con Tom Wimbush. Arrivarono anche atleti che con il tempo sarebbero diventati vere leggende della DIMAYOR, come Paul Gartlan, Carlton Johnson, Al Newman, Andy Kemp, Keith Hood, tra gli altri.
Per quanto riguarda i club partecipanti, uscirono Unión Española di Santiago, Universidad de Chile e Universidad de Concepción, sostituiti da Malta Morenita di Osorno, Petrox di Talcahuano e Phoenix di Valdivia. Così si mantenne il numero originario di otto squadre, con lo stesso sistema a girone unico con due fasi. Il torneo si disputò tra l’11 settembre e l’11 dicembre, e il campione fu l’Español de Talca, che vinse così l’unico titolo della sua storia nella DIMAYOR.
Nella stagione 1983 della Dimayor si mise in evidenza la grande qualità di molti club, ma in particolare dell’Universidad Católica, una squadra che mostrava un livello di gioco talmente alto da risultare imbattibile per diversi anni. Questa supremazia si tradusse in una serie di successi che le permisero di conquistare quattro titoli consecutivi, diventando tetra-campione storico della Dimayor, un primato rimasto ineguagliato.
Nel 1983 la Universidad Católica superò tutti gli altri otto club partecipanti, con il Phoenix di Valdivia come avversario più vicino in classifica. Anche nella stagione successiva mantenne la leadership assoluta, stavolta con il San José de Temuco al secondo posto.
Nel 1985 fu introdotto per la prima volta il sistema dei play-off, e la Universidad Católica vinse la finale contro il Petrox con un secco 2-0. Nel torneo seguente, riuscì a prevalere in finale contro il Malta Morenita con un combattuto 2-1, realizzando così il già citato storico tetracampeonato.

### 1987–2006: Consolidamento e dominio del Sud
Negli anni precedenti, le squadre del sud del Cile avevano già dato segnali di poter sfidare seriamente il predominio dei club della zona centrale del paese, come dimostrato dai secondi posti ottenuti da Phoenix de Valdivia, Petrox de Talcahuano e Malta Morenita de Osorno. Tuttavia, fu sorprendentemente un nuovo club a porre fine all’egemonia della Universidad Católica: il Deportes Ancud, che nella stagione 1987 vinse la finale proprio contro “Los Cruzados” per 2-1, spezzando la loro imbattibilità. 
Questo successo segnò l’inizio di quasi due decenni di dominio delle squadre del Sud del Cile, con 18 titoli vinti nei 20 campionati disputati dal 1987.
Tra il 1987 e il 1992, le protagoniste della ormai consolidata DIMAYOR furono due formazioni storiche del Sud: l'Unión Deportiva Española de Temuco e il Deportivo Petrox. Queste due squadre si affrontarono in tre finali nell’arco di quattro anni — 1988, 1990 e 1991 — tutte vinte dal Petrox. Nel 1992, il Petrox sconfisse un’altra squadra del Sud, l’Universidad de Temuco, confermando la propria supremazia nel campionato, con tre titoli in quattro anni. L’unica eccezione in questa rivalità fu rappresentata dal successo del Deportes Ancud, nel 1989, che sconfisse per 2-0 il Club Deportivo Valdivia in finale.
Nel 1994, la Universidad de Concepción raggiunse la sua prima finale DIMAYOR, venendo  però sconfitta per 4-2 dalla Universidad de Temuco. La rivincita arrivò la stagione successiva nel 1995, con il medesimo punteggio a favore della squadra del Campanil, che conquistò così il suo primo titolo DIMAYOR, celebrato nel Gimnasio La Salle di Temuco. Nel 1996, la squadra perse in semifinale contro il Petrox per 2-3. Tuttavia, tornò alla ribalta nelle due stagioni successive: nel 1997 batté il Colo Colo per 4-1 e nel 1998 sconfisse il Provincial Llanquihue per 4-0, conquistando così il trionfo per due anni consecutivi e raggiungendo quota tre titoli DIMAYOR in quattro anni. Tra i protagonisti di quel ciclo vincenti si ricordano: il pivot Roland Fritsch, il playmaker Marcelo Ruiz, il pivot Patricio Briones, il playmaker Rodrigo Rozas e l’ala Ricardo Funke. Negli anni 1999 e 2000, la Universidad de Concepción fu sconfitta in entrambe le finali dal Provincial Osorno. Per rivederla alzare un altro trofeo DIMAYOR, si dovrà attendere 14 anni.
A partire dal 1999, il centro gravitazionale del basket cileno si spostò ancora più a sud, nella Regione di Los Lagos, rappresentata da tre club che vinsero tutti i campionati tra il 1999 e il 2006: Provincial Llanquihue, Provincial Osorno e Club Deportivo Valdivia
Queste squadre attirarono l’attenzione nazionale sia per l’intensa rivalità a tre, sia per il massiccio seguito del pubblico, registrando migliaia di spettatori alle partite casalinghe. La rivalità tra queste tre storiche piazze continua grazie alla nuova generazione di club:
- Club Deportivo Social y Cultural Puerto Varas, successore del Provincial Llanquihue

- Osorno Básquetbol, successore del Provincial Osorno

- Club Deportivo Valdivia, che sopravvisse alla grave crisi del basket cileno del 2010–2012 e continua a essere uno dei punti di riferimento del movimento cestistico nazionale.

### 2006–2012: Anni di crisi e scioglimento
La stagione 2007 segnò l’ascesa al vertice della DIMAYOR di un nuovo protagonista: il Liceo Mixto. Il club conquistò il titolo superando in finale la Universidad de Concepción con un netto 4-1, aprendo un ciclo vincente che lo avrebbe reso uno dei club simbolo della fase conclusiva di vita della competizione. Nel 2008, il Liceo Mixto bissò il successo dell’anno precedente, riuscendo a difendere il titolo dopo aver battuto in finale il Boston College per 4-2. Nel 2009, la festa per i Cóndores — soprannome del club — continuò, grazie alla vittoria contro il Club Deportivo Valdivia in finale, che regalò alla squadra  tris di titoli consecutivi storico. Fino a quel momento, solo due club erano riusciti a raggiungere simili traguardi: la Universidad Católica, negli anni '80, e il Deportivo Petrox, con i tre titoli dal 1990 al 1992.
La stagione 2010 segnò una svolta drastica e negativa per la DIMAYOR. A causa di gravi problemi organizzativi e gestionali da parte della dirigenza del torneo, tre dei club storici della lega decisero di abbandonare la competizione: Universidad Católica, Universidad de Concepción ed Español de Talca; persino la squadra campione in carica del Liceo Mixto, decise di abbandonare la competizione. La DIMAYOR 2010 si disputò così con soli quattro club partecipanti, evento che evidenziò la profonda crisi che stava colpendo il massimo campionato cileno di pallacanestro. 
Nel campionato DIMAYOR 2011-12, la situazione sembrò migliorare: le squadre che avevano lasciato la lega nell’edizione precedente tornarono a competere, permettendo di ristabilire un formato a 8 squadre. Queste disputarono partite di andata e ritorno nella stagione regolare, seguite da una fase a eliminazione diretta, in cui: il 1º classificato affrontava l’8º, il 2º contro il 7º e così via, secondo un classico sistema a tabellone.
Nel 2012, la DIMAYOR mantenne il format a otto squadre, ma con l’ingresso di nuove formazioni: CD Tinguiririca San Fernando, Municipal Quilicura, DuocUC e Virginio Gómez. Al termine della stagione regolare, le prime quattro in classifica accedettero ai play-off, articolati in semifinali e finali. Il torneo vide il trionfo della Universidad de Concepción, che ottenne così il suo quarto titolo DIMAYOR, a 14 anni di distanza dal precedente successo. La finale, combattuta ed equilibrata, fu vinta contro il Liceo Mixto nella città di Los Andes, con un risultato complessivo di 3 a 2.

## Formato
La struttura organizzativa della DIMAYOR ha subito numerosi cambiamenti sin dalla sua fondazione nel 1979. Inizialmente, il torneo prevedeva la partecipazione di otto squadre, un formato che rimase stabile fino al 1981.
Negli anni 1983, 1984 e 1988, il numero delle squadre partecipanti fu aumentato a sedici, ampliando così la base competitiva e la copertura territoriale del torneo. Nel biennio 1992–1993, si tornò al formato originario a 8 squadre, misura probabilmente adottata per garantire maggiore qualità e sostenibilità nella gestione delle competizioni. Una nuova fase con otto club si ebbe poi dal 1998 al 2002, confermando la tendenza verso una competizione più snella.
Nel 2003, il formato cambiò ancora una volta, passando a dodici squadre partecipanti, segnale di una nuova fase di crescita e interesse nel campionato.
Dopo il ritiro di molti dei principali club nel dicembre del 2009, la direzione della DIMAYOR decise di non disputare un campionato regolare nel 2010. In alternativa, organizzò una serie di "Torneos Promocionales Dimayor" in formato quadrangolare, ospitati in varie città del Cile. Il primo quadrangolare si tenne ad Antofagasta, con la partecipazione di: Deportivo Valdivia, Universidad de Los Lagos, Puente Alto e Hrvatski Sokol
Nella stagione DIMAYOR 2011-12, fu ristabilito un torneo regolare con 8 squadre. Dopo la prima e seconda fase (andata e ritorno), le squadre accedevano ai play-off in base alla posizione in classifica: 1ª contro 8ª, 2ª contro 7ª e così via.
Nel 2012 il formato fu ancora rivisitato: pur mantenendo otto squadre nella fase regolare, solo le prime quattro classificate accedevano ai play-off, articolati in semifinali e finali, riducendo così la fase a eliminazione diretta a un confronto tra le squadre migliori della stagione.

## Albo d'oro
| Edi. | Anno    | Campione              | Risultato  | 2° Posto                 | Allenatore campione  |
| ---- | ------- | --------------------- | ---------- | ------------------------ | -------------------- |
| 1°   | 1979    | Thomas Bata           | Campionato | Sportiva Italiana        | Luis Pérez           |
| 2°   | 1980    | Sportiva Italiana     | Campionato | Thomas Bata              | José Luis de la Maza |
| 3°   | 1981    | Español de Talca      | Campionato | Malta Morenita           | Patricio Herrera     |
| 4°   | 1982    | Sportiva Italiana     | Campionato | Unión Española           | Renato Raggio        |
| 5°   | 1983    | Universidad Catolica  | Campionato | Phoenix de Valdivia      | Héctor Oreste        |
| 6°   | 1984    | Universidad Catolica  | Campionato | San José Temuco          | Héctor Oreste        |
| 7°   | 1985    | Universidad Catolica  | 2-0        | Dep. Petrox              | Héctor Oreste        |
| 8°   | 1986    | Universidad Catolica  | 2-1        | Malta Morenita           | Héctor Oreste        |
| 9°   | 1987    | C.D. Ancud            | 2-1        | Universidad Catolica     | Luis Pérez           |
| 10°  | 1988    | Dep. Petrox           | 2-0        | Española de Temuco       | César Suárez         |
| 11°  | 1989    | C.D. Ancud            | 2-0        | C.D. Valdivia            | Luis Pérez           |
| 12°  | 1990    | Dep. Petrox           | 3-2        | Española de Temuco       | Juan Morales         |
| 13°  | 1991    | Dep. Petrox           | 3-2        | Española de Temuco       | Juan Morales         |
| 14°  | 1992    | Dep. Petrox           | 4-2        | Univ. de Temuco          | Juan Morales         |
| 15°  | 1993    | Univ. de Temuco       | 4-2        | Española de Temuco       | Hector Aguilar       |
| 16°  | 1994    | Univ. de Temuco       | 4-2        | Univ. de Concepcion      | Carlos Iglesias      |
| 17°  | 1995    | Univ. de Concepcion   | 4-2        | Univ. de Temuco          | Luis Pérez           |
| 18°  | 1996    | Colo-Colo             | 4-2        | Dep. Petrox              | Carlos Álvarez       |
| 19°  | 1997    | Univ. de Concepcion   | 4-1        | Colo-Colo                | Cipriano Núñez       |
| 20°  | 1998    | Univ. de Concepcion   | 4-0        | Provincial Llanquihue    | Cipriano Núñez       |
| 21°  | 1999    | Osorno                | 4-2        | Univ. de Concepcion      | Carlos Schwarzenberg |
| 22°  | 2000    | Osorno                | 4-0        | Univ. de Concepcion      | Carlos Schwarzenberg |
| 23°  | 2001    | C.D. Valdivia         | 4-3        | Provincial Llanquihue    | Marcos Guzmán        |
| 24°  | 2002    | Provincial Llanquihue | 4-3        | Osorno                   | Iván Gallardo        |
| 25°  | 2003    | Provincial Llanquihue | 4-3        | Universidad Catolica     | Iván Gallardo        |
| 26°  | 2004    | Osorno                | 4-3        | Provincial Llanquihue    | Daniel Allende       |
| 27°  | 2005    | Universidad Catolica  | 4-1        | Univ. de Concepcion      | Miguel Ureta         |
| 28°  | 2006    | Osorno                | 4-3        | Liceo Mixto              | Daniel Allende       |
| 29°  | 2007    | Liceo Mixto           | 4-1        | Univ. de Concepcion      | Pablo Ares           |
| 30°  | 2008    | Liceo Mixto           | 4-2        | Deportivo Boston College | Pablo Ares           |
| 31°  | 2009    | Liceo Mixto           | 4-0        | C.D. Valdivia            | Pablo Ares           |
| 32°  | 2010    | Univ. de Los Lagos    | Campionato | C.D. Valdivia            | Cristian Bucarey     |
| 33°  | 2011-12 | Liceo Mixto           | 4-2        | Univ. de Concepcion      | Pablo Ares           |
| 34°  | 2012    | Univ. de Concepcion   | 3-2        | Liceo Mixto              | Jorge Luis Álvarez   |

## Titoli per Club
| Squadra                  | Titoli | 2° Posto |
| ------------------------ | ------ | -------- |
| Universidad Catolica     | 5      | 2        |
| Univ. de Concepcion      | 4      | 6        |
| Dep. Petrox              | 4      | 2        |
| Liceo Mixto              | 4      | 2        |
| Osorno                   | 4      | 1        |
| Provincial Llanquihue    | 2      | 3        |
| Univ. de Temuco          | 2      | 2        |
| Sportiva Italiana        | 2      | 1        |
| C.D. Ancud               | 2      | -        |
| C.D. Valdivia            | 1      | 3        |
| Thomas Bata              | 1      | 1        |
| Colo-Colo                | 1      | 1        |
| Español de Talca         | 1      | -        |
| Univ. de Los Lagos       | 1      | -        |
| Española de Temuco       | -      | 4        |
| Malta Morenita           | -      | 2        |
| Unión Española           | -      | 1        |
| Phoenix de Valdivia      | -      | 1        |
| San José Temuco          | -      | 1        |
| Deportivo Boston College | -      | 1        |

## Record
- Più punti in una partita
  - 93 punti di Michael Burns, con la maglia del Vibram de Puente Alto contro il Malta Morenita de Osorno, il 18 novembre 1984.[10]

- Partita più lunga
  - La partita più lunga nella storia della DIMAYOR si disputò l'8 novembre 2008 tra la Universidad de Los Lagos e il Deportes Castro. L’incontro fu estremamente combattuto e necessitò di quattro tempi supplementari per arrivare a una conclusione. Alla fine, la vittoria andò al Deportes Castro con il punteggio di 117 a 116.[11]

- Più sconfitte consecutive
  - 28 del Municipal Curacaví dall'8 novembre 2011 al 15 gennaio 2012.

- Giocatore con più titoli
  - Luis Pérez è stato campione in quattro occasioni con tre club diversi nel campionato DIMAYOR. I club con cui ha conquistato i titoli sono: Thomas Bata, Deportes Ancud (2 titoli), Universidad de Concepción.